# Sternebeck
Sternebeck ist ein Ortsteil von Prötzel im Landkreis Märkisch-Oderland in Brandenburg. Sternebeck hat heute ca. 150 Einwohner und war bis 1967 eine selbstständige Gemeinde.

## Geschichte
Die erste urkundliche Erwähnung des Ortes datiert auf das Jahr 1375. Der für das relativ kleine Dorf große und mit etwa acht Metern sehr tiefe Sternebecker Löschwasserteich mit seinem breiten Schilf- und Riedgürtel, der wegen der sehr trockenen, von Sandböden beherrschten Umgebung schon im frühen 14. Jahrhundert künstlich angelegt wurde, ist heute eines der wenigen natürlichen Habitate Brandenburgs für die mitteleuropäische Sumpfschildkröte.
Zu Sternebeck gehörte einst das Vorwerk und wohl zuvor einmal eigenständige Dorf Daberkow (u. a. auch Doberkow; im 14. Jahrhundert als Dobirchow genannt). Es befand sich im heutigen Wald zwischen Sternebeck, Steinbeck und Harnekop und zählte im Jahre 1805 noch 4 Wohnhäuser und 46 Bewohner. Im Verlauf des 19. Jahrhunderts wurde es jedoch aufgegeben. Im Landbuch Karl des IV. von 1375 werden als Grundherren von Sternebeck die Gebrüder Claus und Matis Sternebeck, von Daberkow die Gebrüder Peter und Claus von „Doberchow“ genannt. Diese dürften die Nachfahren der ersten Grundherren sein und einen wichtigen Beitrag zur Erklärung der Ortsnamen darstellen. Teile des Harnekoper See gehör(t)en zur Gemarkung Sternebeck. Das Gut Sternebeck hatte in der frühen Zeit verschiedene Besitzer, war scheinbar nie ein eigener Rittersitz. Durch den stetigen Wechsel kam in der Entwicklung der dazugehörigen Ortschaften keine Konstanz auf. Durch Heirat der Agnes Gräfin Schlieben mit Paul Anton von Kameke 1704 kam diese pommersche Familie in den Besitzstand von Prötzel, Reichenow und Sternebeck. Ihm folgten der Schloßhauptmann Friedrich Paul Graf Kameke (* 1711; † 1769), dann Kammergerichtsrat Graf Wilhelm Friedrich Kameke (* 1740; † 1771). Sein Bruder Graf Johann Friedrich Hermann Friedrich Alexander von Kameke (* 1743; † 1806), Oberfinanzrat, Kommendator des Johanniterordens, hatte weniger Interesse an Prötzel. 
Gleich zu Beginn des 19. Jahrhunderts gelangt die spät nobilitierte Familie der Freiherren von Eckardstein in den Besitz von Sternebeck. Die Familie Erwarb mehrere Güter um Prötzel und Reichenow, die mehrfach die Titulatur Herrschaft Eckardstein erhielt. Verkäufer um 1801 war Alexander Friedrich von Kameke, per Kontrakt. Genealogisch gehört Sternebeck zum Haus von Eckardstein-Eckardstein-Prötzel. August Freiherr von Eckardstein (* 1828; † 1900), verheiratet mit Hedwig Schütz, ist Gutsherr auf Haselberg, seinem Wohnsitz, Reichenow, Steinbeck, Sternebeck und weiteren Gütern im Kreis Oberbarnim. 1879 weist das erstmals amtlich publizierte Generaladressbuch der Rittergutsbesitzer in Brandenburg für Sternebeck und Steinbeck zusammen 2396 ha aus. Davon waren 1545 ha Waldbesitz. Des Weiteren ist er Eigentümer der Zuckerfabrik Thöringswerder. Gutserbe wurde der Sohn Julius sen. von Eckardstein-Reichenow (* 1867; † 1931). Er fungierte auch als Gemeindevorsteher von Sternebeck. Letzter Gutsbesitzer auf Reichenow mit Herzhorn und Sternebeck war dann Julius jun. Freiherr von Eckardstein, verheiratet mit der Generalstochter Osterhold von Ditfurth-Lemmie. Das Ehepaar hatte acht Kinder. Der älteste Sohn Julius (III.) von Eckardstein, in Sternebeck geboren, ist 1943 der letzte Zögling der Ritterakademie Brandenburg, der dieses bekannte Adelsalumnat mit einem konventionellen Abitur-Reifeabschluss abschließen kann. Die Einrichtung bestand zu diesem Zeitpunkt nur noch als Internat, die Schule hatte das NS-Regime bereits geschlossen, die Schüler gingen auf das alte Saldria-Gymnasium. Sternebeck behielt als Besitzung den Status eines Rittergutes und gehörte vor 1930 zu einem Güterkomplex um Herrnhof und Reichenow. Die besagte Zuckerfabrik war nach wie vor Teil der Begüterung.
Von 1898 bis 1998 war Sternebeck Station der Wriezener Bahn. Heute ist der Bahnhof Standort einer Museumseisenbahn.

## Kirche

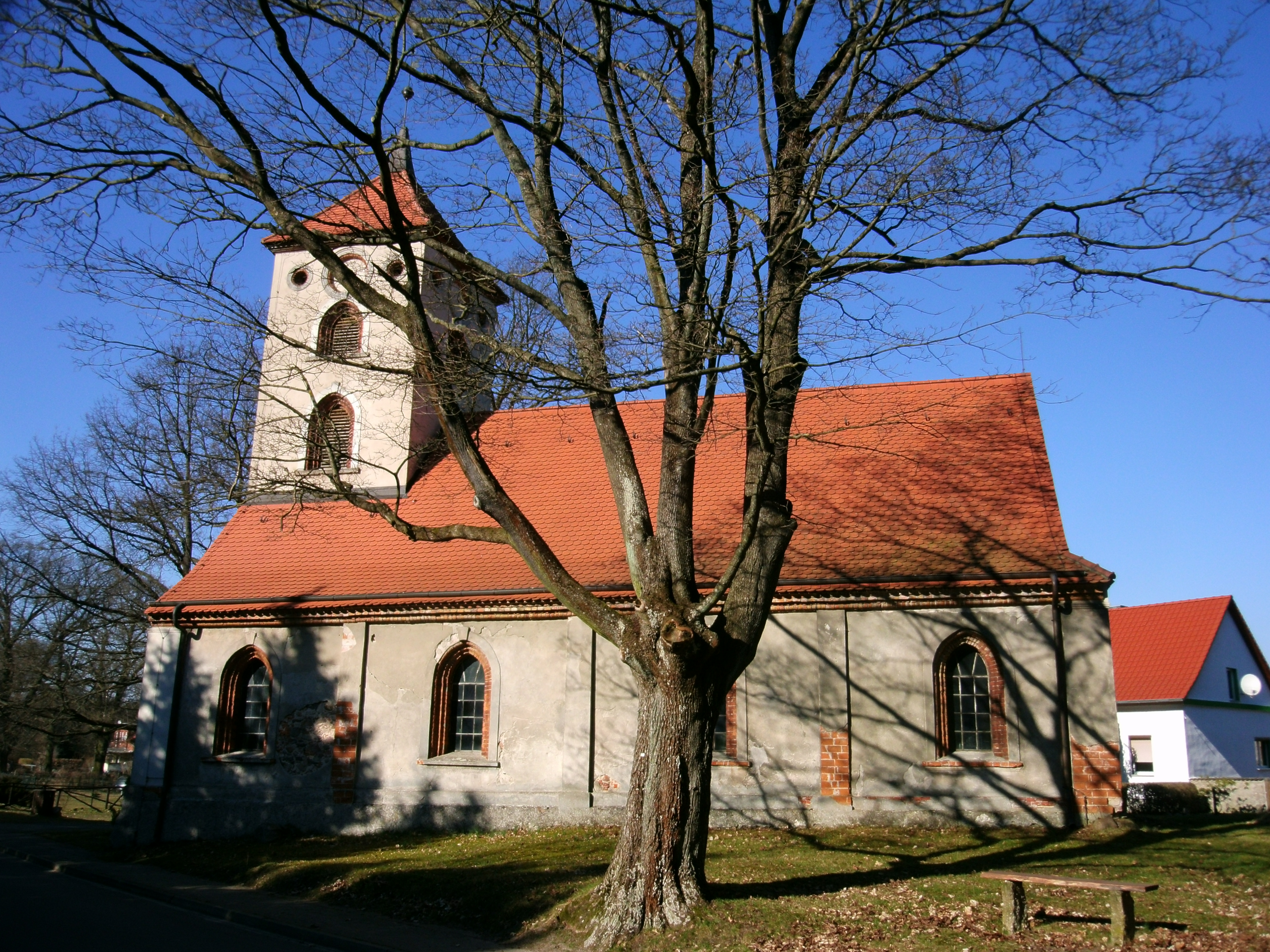
Kirche Sternebeck

Die Kirche in Sternebeck, erbaut von 1302 bis 1306 als einschiffige romanische Hallenkirche, wurde 1632 im Dreißigjährigen Krieg von marodierenden Söldnern völlig zerstört. Erst 60 Jahre später errichtete man sie in frühgotischen Formen neu. Von der Inneneinrichtung sind nur noch ein Teil des Flügelaltars und ein aus Eichenholz geschnitztes, teilweise noch in Originalfarben gefasstes Relief des Schutzheiligen in der Taufkapelle erhalten. Die Kanzel und das Gestühl wurden in den 1950er Jahren entfernt und in den folgenden Jahren nach und nach durch zeitgenössisches Mobiliar ersetzt.
Die im Obergeschoss des Turmes aufgehängte Glocke stammt noch aus der Zeit des ersten Baus der Kirche um 1300 und besitzt somit einen hohen Denkmalwert. Sie wurde in Stettin aus Bronze gegossen und hat einen Durchmesser von 48 cm. Sie trägt oberhalb eines Mäanderbandes die Aufschrift IHS DOMINUS SANCTUS DEUS. Wegen kleiner Risse an der Glockenkrone und Schäden am Holzjoch wird sie nur noch zu besonderen kirchlichen Feiertagen und zu Beerdigungen geläutet. Die beiden Glocken im darunter liegenden Turmgeschoss stammen aus der zweiten Hälfte des 19. Jahrhunderts.
1813 wurde die zweimanualige Orgel aus der ursprünglichen Ausstattung der Schlosskapelle des Schlosses Prötzel auf Veranlassung des Bischofs von Fürstenberg auf die nachträglich eingebaute, schlichte Orgelempore versetzt, obwohl sie für den relativ kleinen, schlichten Kirchenraum eigentlich zu groß war. Heute ist sie wegen erheblicher Schäden an den Manualen und wegen Zinkfraßes an den Pfeifen nicht mehr bespielbar. Eine umfassende Restaurierung soll in den kommenden Jahren erfolgen.
Kleinteilige Reste der bunten Bleiglasfenster mit Bildern aus der Leidensgeschichte Christi aus der Entstehungszeit des Kirchenneubaues im 16. Jahrhundert ersetzen heute den ursprünglichen Eindruck des Hochaltars.
In den letzten Jahren wurden einige Sanierungsmaßnahmen zum Erhalt der Kirche durchgeführt. So wurden das Dach und der Turm neu eingedeckt und Schäden am Putz ausgebessert. Die über Jahrzehnte notdürftig im Untergeschoss des Turms neben dem Eingangsportal untergebrachte Sakristei wurde in das nördlich der Kirche stehende ehemalige Küsterhaus verlegt, welches durch einen von geschnitzten Eichensäulen getragenen Verbindungsgang mit der Kirche verbunden ist. Weitere Instandhaltungsmaßnahmen sollen aus dem brandenburgischen Kulturfonds finanziert werden.